# アドルフ (ライン宮中伯)
アドルフ（Adolf, 1300年9月27日 - 1327年1月29日）は、ライン宮中伯（在位：1319年 - 1327年）。

## 生涯
上バイエルン公兼ライン宮中伯ルドルフ1世とローマ王アドルフの娘メヒティルトの次男。ルドルフ2世、ループレヒト1世の兄。神聖ローマ皇帝ルートヴィヒ4世の甥。
父が叔父のルートヴィヒ4世と対立、敗れて廃位された後にライン宮中伯を継いだ（上バイエルンはルートヴィヒ4世が単独統治した）が、実権はルートヴィヒ4世に握られていた。1327年に死去し、ハイデルベルク近郊のシェーナウにあったシトー会修道院に埋葬された。
子のループレヒト2位は幼い為、弟のルドルフ2世がライン宮中伯を継いだ。1329年にアドルフの弟らおよび息子ループレヒト2世と叔父ルートヴィヒ4世の間でパヴィーア条約が結ばれ、宮中伯領は弟らと息子ループレヒト2世にゆだねられることとなった。

## 結婚と子女
1320年にエッティンゲン伯ルートヴィヒ6世の娘イルメンガルト・フォン・エッティンゲンと結婚した。2人の間には以下の子女が生まれた。
- ループレヒト2世（1325年 - 1398年）[1] - プファルツ選帝侯
- アドルフ（1326年生）
- フリードリヒ - 早世
- 娘（1389年没） - オルテンブルク伯マインハルト1世と結婚